# فيليكي لوتشكي (زاكارباتسكا)
فيليكي لوتشكي (Великі Лучки) هي مدينة في مقاطعة زاكارباتسكا في أوكرانيا.
يبلغ عدد سكانها حوالي 8918 نسمة.